# Střední Itálie
Střední Itálie (italsky: Italia centrale nebo jen Centro) je jedním z pěti oficiálních statistických regionů Itálie používaných Národním statistickým institutem (ISTAT), regionem NUTS první úrovně a volebním obvodem Evropského parlamentu.

## Regiony
Ve střední Itálii se nachází čtyři z 20 italských regionů:
- Lazio
- Marche
- Toskánsko (Toscana)
- Umbrie (Umbria)

Nejjižnější a nejvýchodnější části Lazia (okresy Sora, Cassino, Gaeta, Cittaducale, Formia a Amatrice) jsou často z kulturních a historických důvodů zahrnovány do jižní Itálie. Kdysi byly součástí Království obojí Sicílie a mluví se zde jihoitalskými dialekty.
Jako geografická oblast však může střední Itálie zahrnovat také regiony Abruzzo a Molise, které jsou jinak ze sociokulturních, lingvistických a historických důvodů považovány za součást jižní Itálie.

## Geografie
Oblast protínají severní a střední Apeniny a je omývána Jaderským mořem na východě a Tyrhénským a Ligurským mořem na západě. Hlavními řekami této části italského území jsou Arno a Tibera s jejich přítoky (např. Aniene) a Liri-Garigliano. Nejvýznamnějšími jezery jsou Trasimenské jezero, jezero Montedoglio, Bolsenské jezero, jezero Bracciano, jezero Vico, Albanské jezero a jezero Nemi. Z výškového hlediska má střední Itálie převážně kopcovité území (68,9 %). Horské a ploché oblasti představují 26,9 % a 4,2 % území.

## Dějiny

Mapa Apeninského poloostrova v roce 1796, zobrazující Papežský stát a Toskánské velkovévodství

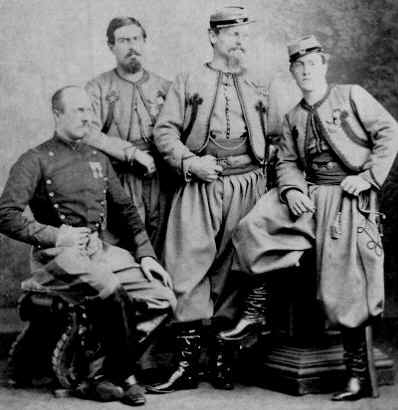
Papežští zuávové pózující v roce 1869

Po staletí, před sjednocením Itálie, ke kterému došlo v roce 1861, byla střední Itálie rozdělena na dva státy, Papežský stát a Toskánské velkovévodství.

### Papežský stát
Papežský stát, oficiálně Církevní stát, bylo území na Apeninském poloostrově pod přímou suverénní vládou papeže od roku 756 do roku 1870. Od 8. století až do sjednocení Itálie, mezi lety 1859 a 1870, patřil mezi hlavní italské státy. 
V roce 1861 již byla velká část území Papežského státu dobyta Italským královstvím. Pouze Lazio, včetně Říma, zůstávalo do roku 1870 pod papežovou kontrolou.

### Toskánské velkovévodství

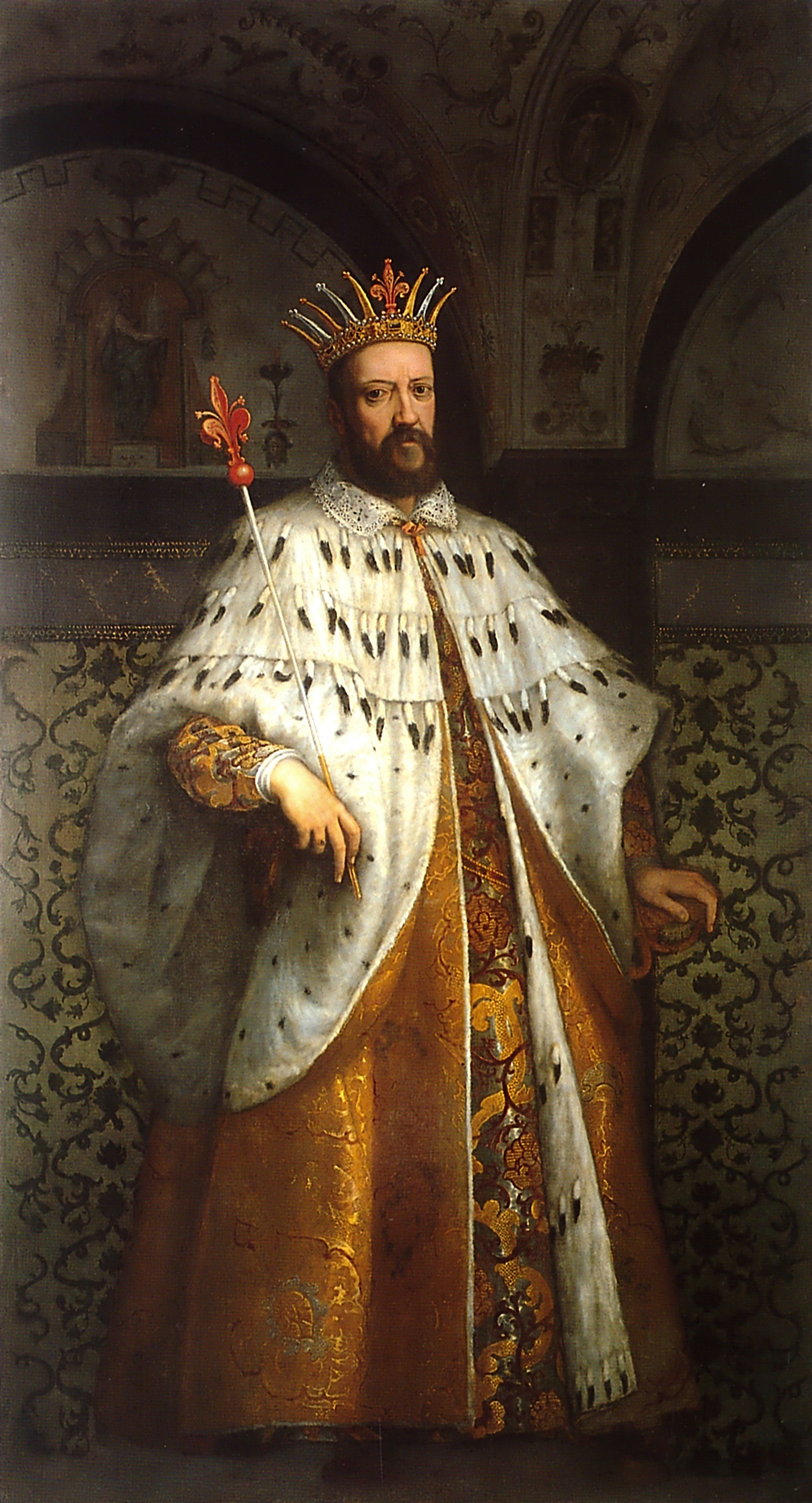
Cosimo I. Medicejský

Toskánské velkovévodství byla italská monarchie existující s přerušeními v letech 1569 až 1860, která nahradila Florentskou republiku. Hlavním městem velkovévodství byla Florencie. V 19. století mělo velkovévodství asi 1 815 000 obyvatel.
Poté, co po dobytí Sienské republiky dostal pod svou kontrolu téměř celé Toskánsko, byl Cosimo I. Medicejský 27. srpna 1569 povýšen papežskou bulou papeže Pia V. na velkovévodu toskánského. Velkovévodství bylo ovládáno rodem Medicejských až do vymření jeho seniorské větve v roce 1737. Velkovévodství sice nebylo tak mezinárodně proslulé jako stará republika, ale za Medicejských vzkvétalo. Za Cosima I. a jeho synů, až do vlády Ferdinanda II., která byla počátkem dlouhého ekonomického poklesu, mělo nebývalý hospodářský a vojenský úspěch. Ekonomická krize vyvrcholila za Cosima III.
František I. Štěpán Lotrinský, kognatický potomek Medicejských, na trůn nastoupil po vymření rodu. Toskánsko bylo po celou dobu jeho vlády řízeno místokrálem Marcem de Beauvau-Craon. Jeho potomci vládli a sídlili ve velkovévodství až do jeho zániku v roce 1859, s výjimkou jednoho přerušení, kdy Napoleon Bonaparte dal Toskánsko rodu Bourbon-Parma (Etrurské království, 1801–1807), a poté je připojil přímo k prvnímu Francouzskému císařství. Po zhroucení napoleonského systému v roce 1814 bylo velkovévodství obnoveno. Spojené provincie střední Itálie, klientský stát Sardinského království, anektovaly Toskánsko v roce 1859. Toskánsko bylo formálně připojeno k Sardinii v roce 1860 jako součást sjednocení Itálie po referendu, ve kterém k tomu dalo souhlas drtivých 95 % voličů.

## Demografie
K 1. lednu 2023 žilo ve střední Itálii 11 680 843 obyvatel.

### Regiony
| Region    | Hlavní město | Počet obyvatel |
| --------- | ------------ | -------------- |
| Lazio     | Řím          | 5 703 289      |
| Marche    | Ancona       | 1 478 881      |
| Toskánsko | Florencie    | 3 647 054      |
| Umbrie    | Perugia      | 851 619        |

### Nejlidnatější obce

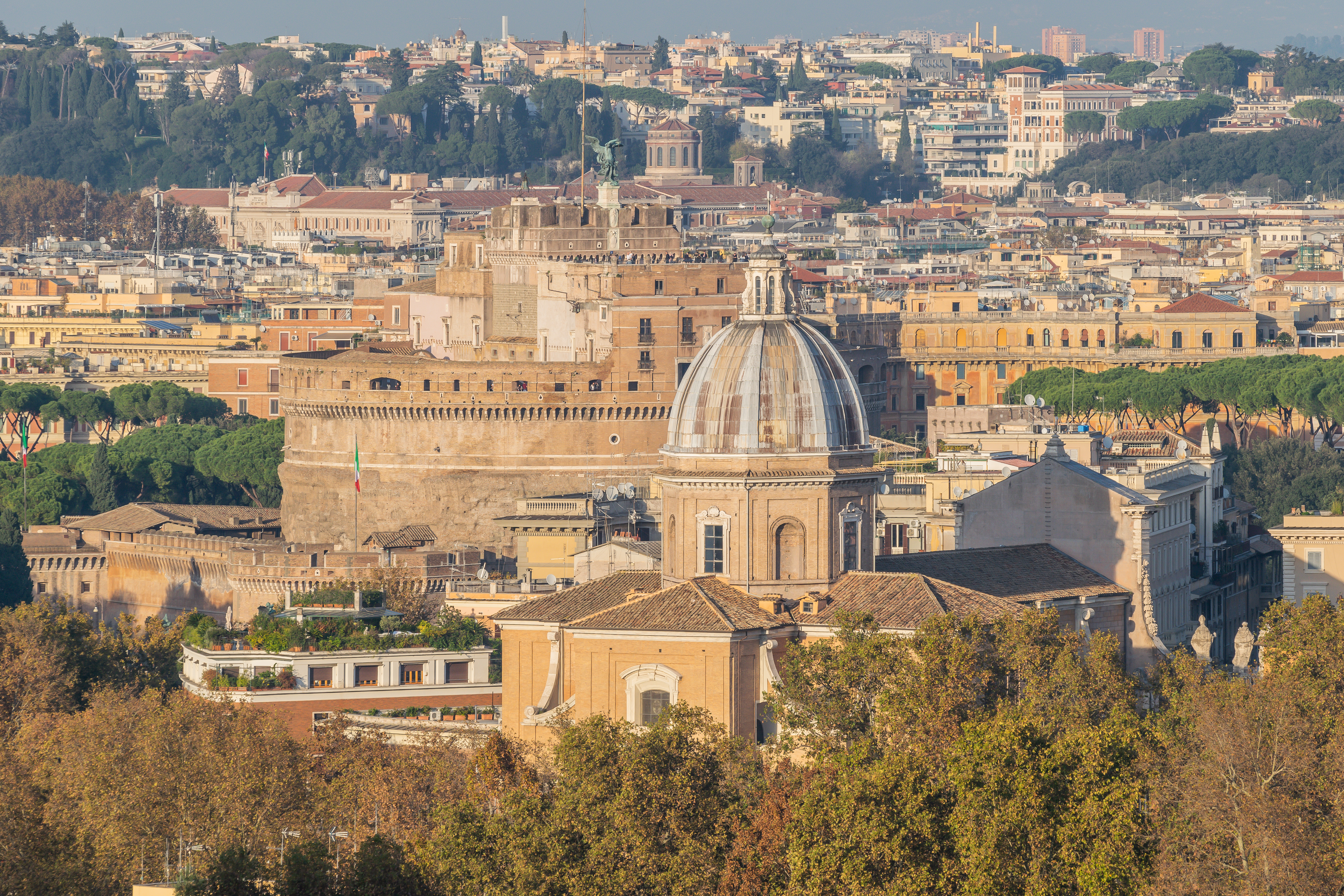
Řím

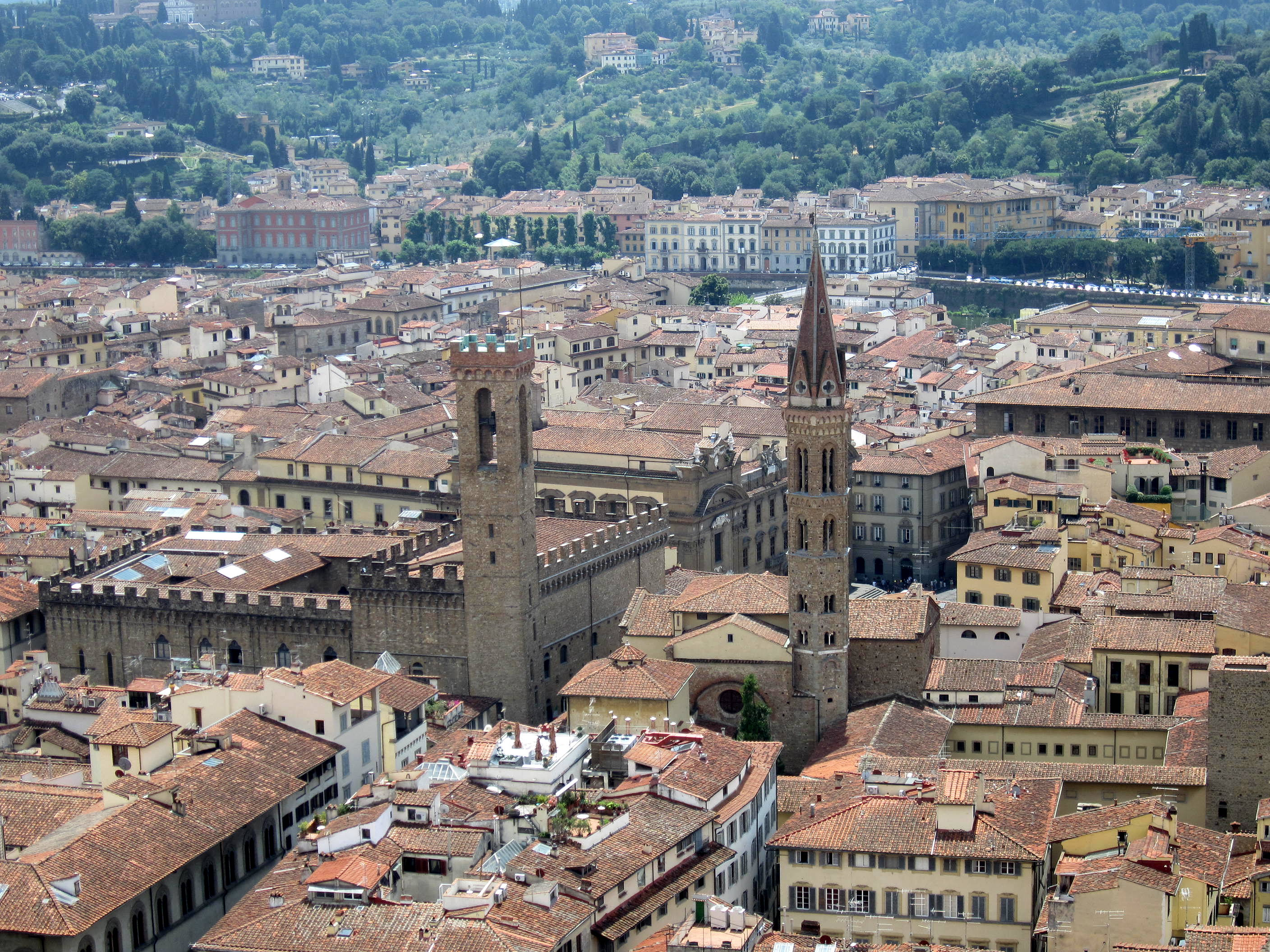
Florencie

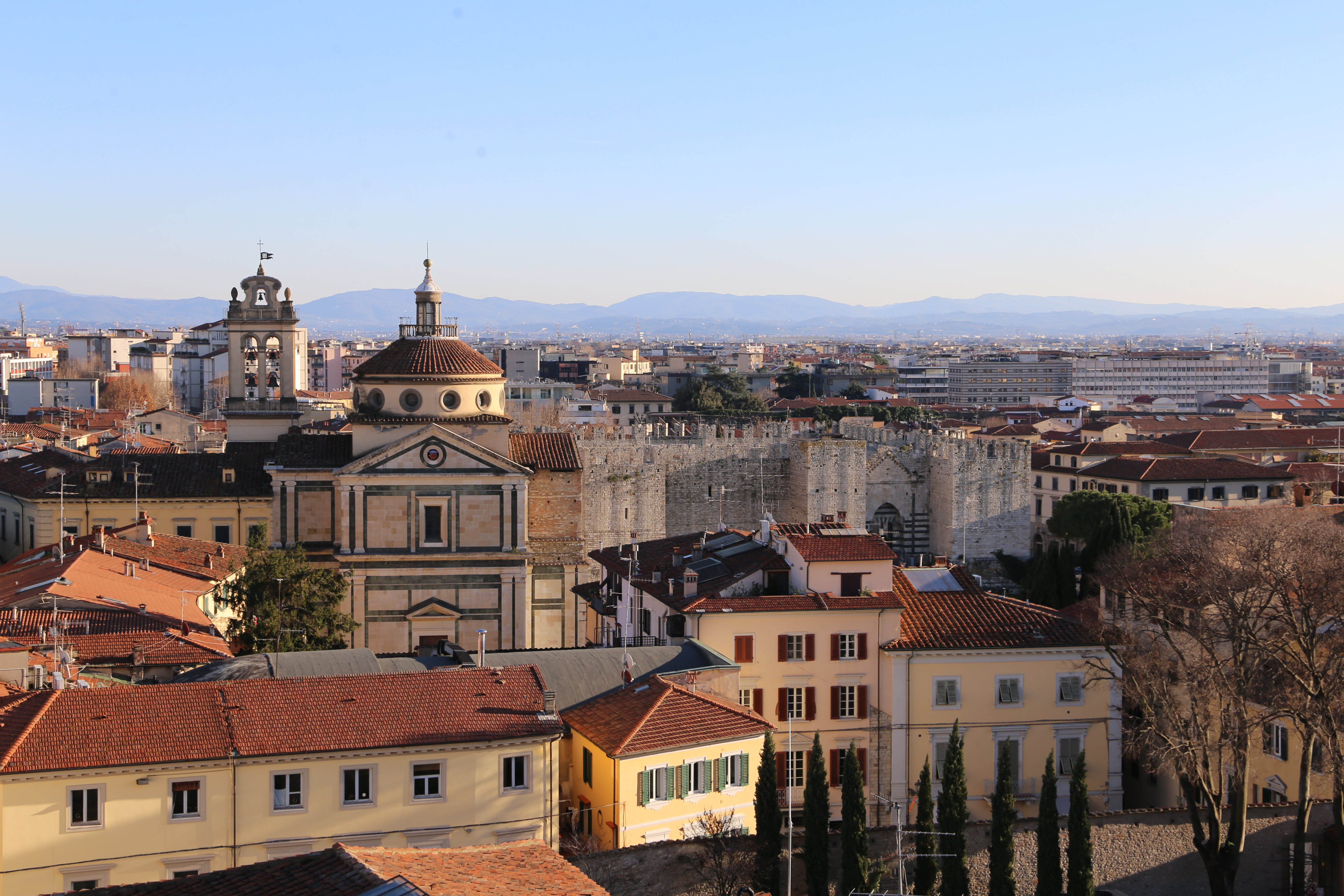
Prato

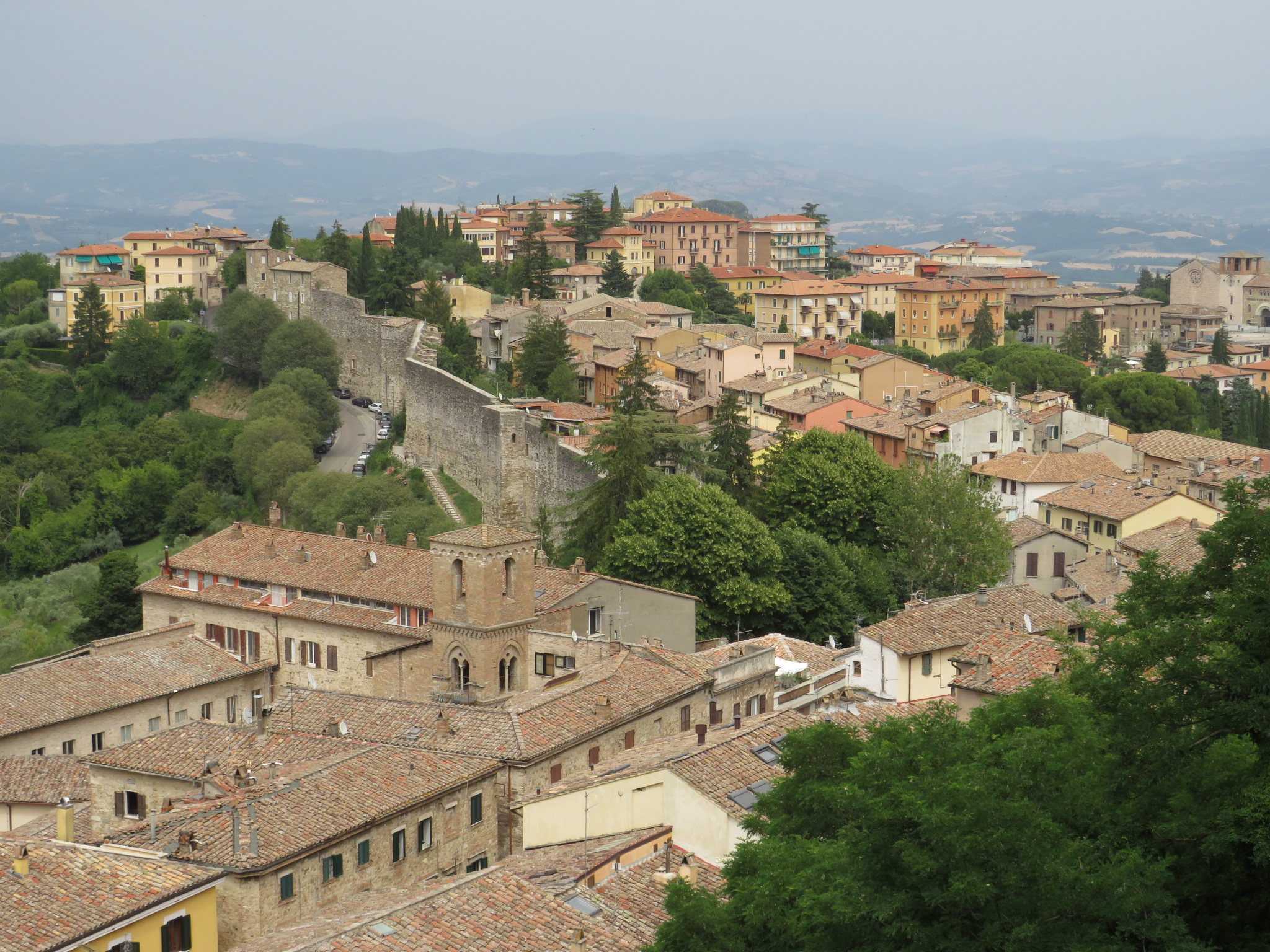
Perugia

Níže je uveden seznam obyvatel bydlících v roce 2023 v obcích nad 50 000 obyvatel.
| #  | Obec                | Region    | Počet obyvatel |
| -- | ------------------- | --------- | -------------- |
| 1  | Řím                 | Lazio     | 2 746 639      |
| 2  | Florencie           | Toskánsko | 360 444        |
| 3  | Prato               | Toskánsko | 195 906        |
| 4  | Perugia             | Umbrie    | 161 375        |
| 5  | Livorno             | Toskánsko | 152 138        |
| 6  | Latina              | Lazio     | 127 321        |
| 7  | Terni               | Umbrie    | 106 121        |
| 8  | Ancona              | Marche    | 98 292         |
| 9  | Arezzo              | Toskánsko | 96 176         |
| 10 | Pesaro              | Marche    | 95 352         |
| 11 | Guidonia Montecelio | Lazio     | 89 191         |
| 12 | Pistoia             | Toskánsko | 89 000         |
| 13 | Pisa                | Toskánsko | 88 726         |
| 14 | Lucca               | Toskánsko | 88 724         |
| 15 | Fiumicino           | Lazio     | 81 855         |
| 16 | Grosseto            | Toskánsko | 81 154         |
| 17 | Aprilia             | Lazio     | 74 240         |
| 18 | Massa               | Toskánsko | 65 933         |
| 19 | Viterbo             | Lazio     | 65 927         |
| 20 | Pomezia             | Lazio     | 64 246         |
| 21 | Viareggio           | Toskánsko | 60 416         |
| 22 | Carrara             | Toskánsko | 59 786         |
| 23 | Fano                | Marche    | 59 732         |
| 24 | Anzio               | Lazio     | 58 946         |
| 25 | Foligno             | Umbrie    | 55 068         |
| 26 | Tivoli              | Lazio     | 54 908         |
| 27 | Siena               | Toskánsko | 52 657         |
| 28 | Velletri            | Lazio     | 52 542         |
| 29 | Civitavecchia       | Lazio     | 51 678         |

## Jazyk

Jazyky v Itálii

Střední Itálii dominuje středoitalský a toskánský dialekt. V jižním Laziu, na jihu Marche a na východním okraji Umbrie se mluví neapolsky.

## Politika
Marche, Toskánsko a Umbrie jsou spolu s Emilií-Romagnou považovány za nejvíce levicové regiony v Itálii a společně jsou také označovány jako „Červený pás“. Lazio, s výjimkou Říma, je více politicky konzervativní, což je rys, který sdílí se severní i jižní Itálií.[zdroj?]

## Ekonomika
Hrubý domácí produkt (HDP) regionu byl v roce 2018 380,9 miliardy eur, což představuje 21,6 % italského hospodářství. HDP na hlavu v PPS činil 31 500 eur, neboli 105 % průměru EU27 ve stejném roce.

## Kultura

Koloseum v Římě, jedna z nejoblíbenějších turistických atrakcí na světě

Regiony střední Itálie byly vystaveny různým historickým vlivům. V oblasti působili Keltové, Etruskové, Severní Picenové, Jižní Picenové, Umbrové, Latinové, Římané, Byzantinci a Langobardi.
Ve střední Itálii se nachází mnoho významných turistických atrakcí, z nichž mnohé jsou zapsány na seznamu UNESCO. Řím se může chlubit jedněmi ze světově nejznámějších památek, jako je Koloseum z dob Římské říše. Florencie, považovaná za kolébku italské renesance, je nejnavštěvovanějším městem Toskánska. Oblast je také známá svou malebnou krajinou, která přitahuje turisty z celého světa, včetně samotných Italů.